# Destil-Parkhotel Valkenburg
Das Destil-Parkhotel Valkenburg war ein niederländisches Radsportteam mit Sitz in Renswoude.

## Geschichte
Die Mannschaft wurde 2002 unter dem Namen Bert Story-Piels gegründet. Seit 2005 besaß das Team eine UCI-Lizenz als Continental Team und erst seit 2006 trug sie den Namen Cyclingteam Jo Piels. Manager war Rijk Vink, der von den Sportlichen Leitern Han Vaanhold und Sjaak van Hooft unterstützt wurde. Das Team wurde mit Fahrrädern der Marke Merckx ausgestattet.
Nach der Saison 2017 beendete Jo Piels sein Engagement als Sponsor. In der Saison 2018 wurde das Team noch für ein Jahr unter dem Namen Destil-Parkhotel Valkenburg als Continental Team weitergeführt.

## Saison 2018

### Erfolge in der UCI Europe Tour
Bei den Rennen der UCI Europe Tour im Jahr 2018 gelangen dem Team nachstehende Erfolge.
| Datum   | Rennen                             | Kat. | Fahrer            |
| ------- | ---------------------------------- | ---- | ----------------- |
| 2. Mai  | 5. Etappe Carpathian Couriers Race | 2.2U | Timo de Jong      |
| 9. Juni | 2. Etappe Serbien-Rundfahrt        | 2.2  | Maarten van Trijp |

## Saison 2017

### Mannschaft
| Teamkader 2017                          | Teamkader 2017     | Teamkader 2017 | Teamkader 2017                          |
| Name                                    | Geburtsdatum       | Land           | Vorheriges Team                         |
| --------------------------------------- | ------------------ | -------------- | --------------------------------------- |
| Dion Beukeboom                          | 2. Februar 1989    | Niederlande    | Parkhotel Valkenburg Continental (2016) |
| Gert-Jan Bosman                         | 16. August 1992    | Niederlande    | Parkhotel Valkenburg Continental (2014) |
| Chiel Breukelman                        | 16. Januar 1997    | Niederlande    |                                         |
| Twan Brusselman                         | 15. August 1993    | Niederlande    |                                         |
| Jochem Hoekstra                         | 21. Oktober 1992   | Niederlande    | Parkhotel Valkenburg Continental (2016) |
| Tim Kerkhof                             | 13. November 1993  | Niederlande    | Roompot-Oranje Peloton (2016)           |
| Lars Olde Meierink                      | 28. Februar 1998   | Niederlande    |                                         |
| Tim Rodenburg                           | 14. September 1994 | Niederlande    |                                         |
| Peter Schulting                         | 19. August 1987    | Niederlande    | Parkhotel Valkenburg Continental (2016) |
| Rens te Stroet                          | 23. September 1989 | Niederlande    |                                         |
| Rob van Broekhoven                      | 16. Oktober 1995   | Niederlande    |                                         |
| Twan van den Brand                      | 22. Januar 1989    | Niederlande    |                                         |
| Maik van der Heijden                    | 3. April 1997      | Niederlande    | WV Uden (2015)                          |
| Bas van der Kooij                       | 16. November 1995  | Niederlande    | Willebrord Wil Vooruit (2016)           |
| Jordy van Loon                          | 21. April 1996     | Niederlande    | Metec-TKH-Mantel (2016)                 |
| Joey van Rhee                           | 14. November 1992  | Niederlande    | Metec-TKH Continental (2013)            |
| Jeff Vermeulen                          | 7. Oktober 1988    | Niederlande    | Metec-TKH Continental (2013)            |
| Thijs van Amerongen (21. Jun.–31. Dez.) | 18. Juli 1986      | Niederlande    |                                         |
|                                         |                    |                |                                         |
| Quelle: ProCyclingStats                 |                    |                |                                         |

## Saison 2009

### Erfolge in der UCI Europe Tour
Bei den Rennen der UCI Europe Tour im Jahr 2009 gelangen dem Team nachstehende Erfolge.
| Datum   | Rennen                   | Kat. | Fahrer         |
| ------- | ------------------------ | ---- | -------------- |
| 29. Mai | 1. Etappe Tour de Berlin | 2.2U | Tom Relou      |
| 30. Mai | 2. Etappe Tour de Berlin | 2.2U | Jelle Posthuma |

## Platzierungen in UCI-Ranglisten
UCI America Tour
| Saison    | Mannschaftswertung | Fahrerwertung            |
| --------- | ------------------ | ------------------------ |
| 2009      | 32.                | Maint Berkenbosch (178.) |
| 2010-2016 | -                  | -                        |

UCI Asia Tour
| Saison    | Mannschaftswertung | Fahrerwertung           |
| --------- | ------------------ | ----------------------- |
| 2009      | -                  | -                       |
| 2010      | 49.                | Bertjan Lindeman (201.) |
| 2011-2016 | -                  | -                       |

UCI Europe Tour
| Saison | Mannschaftswertung | Fahrerwertung               |
| ------ | ------------------ | --------------------------- |
| 2009   | 79.                | Tom Relou (384.)            |
| 2010   | 35.                | Marc Goos (118.)            |
| 2011   | 66.                | Bertjan Lindeman (433.)     |
| 2012   | 79.                | Geert van der Weijst (500.) |
| 2013   | 31.                | Tom Vermeer (147.)          |
| 2014   | 20.                | Maurits Lammertink (88.)    |
| 2015   | 29.                | Tim Ariesen (102.)          |
| 2016   | 43.                | Arvid de Kleijn (288.)      |
| 2017   | 75.                | Peter Schulting (478.)      |
| 2018   | 85.                | Maarten van Trijp (478.)    |